# Diego de los Cobos Guzmán y Luna
Diego de los Cobos Guzmán y Luna (Sabiote, Jaén, f. siglo XVI-Madrid, 17 de diciembre de 1645), noble español.

## Biografía
De acuerdo a algunas fuentes, nació en el castillo de Sabiote, Jaén, y fue bautizado en su capilla por el prior Juan Ximénez. Era primogénito de Ana Félix de Guzmán, hermana del I conde-duque de Olivares, y de Francisco de los Cobos y Luna, que el 17 de noviembre de 1612 le legó, desde Madrid, todos sus Estados señoriales: el marquesado de Camarasa, el condado de Ricla y las villas jienenses de Torres, Canena y Sabiote.
Fue gentilhombre de la Cámara del rey Felipe IV y sirvió al infante cardenal Felipe de Austria como sumiller de Corps. El 10 de octubre de 1640 recibió el nombramiento de I duque de Sabiote, a título personal y con Grandeza de España. Además, se convirtió en IX conde de Rivadavia y señor de Jimena, Recena, Mucientes, Valedoras, San Martín de Valdeiglesias y Manzaneda. 
Contrajo matrimonio con Ana Fernández de Córdoba y Centurión, hermana del marqués de Estepa, que falleció en 1620. Con ella tuvo tres hijos: Francisco y Juan, que murieron en la infancia, y María, que fue fundadora y abadesa del convento del Santo Ángel Custodio de Granada.
Redactó su testamento cerrado el 23 de marzo de 1645, en Zaragoza, ante el escribano Manuel Juan de Montaner. El mismo no fue abierto hasta el 1 de enero del año siguiente, poco después de su muerte, ocurrida el 17 de diciembre de 1645 en Madrid.
Al fallecer sin sucesión directa, sus Estados señoriales pasaron a un sobrino, Manuel de los Cobos, IV marqués de Camarasa.